# Odunpazarı
Odunpazarı (tiếng Thổ Nhĩ Kỳ có nghĩa là "thị trường gỗ"), là một khu vực đô thị của tỉnh Eskişehir, Trung Anatolia của Thổ Nhĩ Kỳ. Trước đây, Odunpazarı cùng với Tepebaşı hợp thành thành phố tỉnh lỵ Eskişehir.